# Géry de Ghersem
Géry de Ghersem, także Gersem (ur. ok. 1574 w Tournai, zm. 25 maja 1630 tamże) – franko-flamandzki kompozytor.

## Życiorys
Jako dziecko był członkiem chóru chłopięcego przy katedrze w Tournai. Od 1586 roku był dyszkancistą w kapeli nadwornej Filipa II w Madrycie, w 1593 roku został jej śpiewakiem, a w 1598 roku wicekapelmistrzem. W 1604 roku wrócił do Niderlandów, gdzie został dyrektorem kapeli nadwornej arcyksięcia Albrechta i arcyksiężnej Izabeli w Brukseli. Posiadał święcenia kapłańskie, pełnił funkcję kapelana w kaplicy pałacowej arcyksięcia Albrechta. Był też kanonikiem przy kaplicy św. Jana Chrzciciela w kościele Ste-Waudru w Mons (1606) i w kościele św. Jakuba w Brukseli (1622). Pochowany został w katedrze w Tournai.
Przez współczesnych ceniony był jako twórca licznych villancicos. Skomponował m.in. 7-głosową mszę Ave Virgo Sanctissima i 8-głosowy motet Benedicam Dominum, pozostałe jego dzieła zaginęły.